# Società Sportiva Fiammamonza 1989-1990
Questa voce raccoglie le informazioni riguardanti la Società Sportiva Fiammamonza nelle competizioni ufficiali della stagione 1989-1990.

## Rosa
Rosa aggiornata all'inizio della stagione.
| N. |                   | Ruolo | Calciatrice         |
| -- | ----------------- | ----- | ------------------- |
|    | Italia (bandiera) | C     | Nicoletta Arici     |
|    | Italia (bandiera) | P     | Mariangela Bonanomi |
|    | Italia (bandiera) | A     | Paola Cancelli      |
|    | Italia (bandiera) | P     | Fabiana Comin       |
|    | Italia (bandiera) | D     | Simona Consonni     |
|    | Italia (bandiera) | C     | Gabriella De Marco  |
|    | Italia (bandiera) | D     | Tiziana D'Orio      |
|    | Italia (bandiera) | D     | Nicoletta Esposito  |
|    | Italia (bandiera) | C     | Elena Fantini       |
|    | Italia (bandiera) | D     | Roberta Fontana     |

| N. |                   | Ruolo | Calciatrice        |
| -- | ----------------- | ----- | ------------------ |
|    | Italia (bandiera) | C     | Barbara Foppiani   |
|    | Italia (bandiera) | C     | Cristina Fruci     |
|    | Italia (bandiera) | C     | Anna Gesuele       |
|    | Italia (bandiera) | D     | Paola Levrini      |
|    | Italia (bandiera) | A     | Silvana Mazzoleni  |
|    | Italia (bandiera) | D     | Moira Mezzadri     |
|    | Italia (bandiera) | C     | Liliana Paggi      |
|    | Italia (bandiera) | D     | Marisa Perin       |
|    | Italia (bandiera) | D     | Emanuela Petrolini |
|    | Italia (bandiera) | C     | Magdala Vitari     |